# Insa Bauer
Insa Bauer (* 12. Oktober 1948 in Oldenburg) ist eine deutsche Kinderbuchautorin.

## Biographie
Insa Bauer wurde 1948 in Oldenburg geboren. Sie arbeitete zunächst als Übersetzerin in der Touristik- und Exportbranche, bevor sie an einer Fernuniversität eine Fortbildung in Erziehungs- und Sozialwissenschaften, Schwerpunkt Sonderpädagogik, absolvierte.
Nach der Geburt ihrer beiden Söhne begann sie, Kinderbücher zu schreiben, und ist seit 1986 freie Autorin. Sie debütierte im gleichen Jahr mit einem Sachbuch für Kinder, dem Ravensburger Taschenbuch Die Grille auf der Brille: Quizfragen aus der Natur. Zu ihren ersten Geschichten wurde sie nicht zuletzt durch ihre wissbegierigen Kinder inspiriert – so entstand schließlich die Reihe Club der Rätseldetektive. Neben diesen Krimis zum Mitraten schreibt Bauer auch über historische oder wissenschaftliche Themen.
Insa Bauer hat bis heute 54 Bücher geschrieben, die in zwölf Sprachen übersetzt wurden (Stand 2012). Dazu gehören Übersetzungen in die chinesische, hebräische, niederländische und tschechische Sprache. Ihre Bücher richten sich vorwiegend an Kinder der Klassenstufen 1 bis 5.
Insa Bauer lebt mit ihrem Mann Hartmut Küchlin in Rastede.

## Bücher (Auswahl)
- Die Grille auf der Brille. Mit Uta Schmitt. Maier, Ravensburg 1986, ISBN 3-473-56048-0.
- Didi Detek. Mit Illustrationen von Birgit Thoenes. Carlsen Verlag, Hamburg 1990, ISBN 3-551-53268-0.
- Ferien in der Steinzeit. Bitter, Recklinghausen 1992, ISBN 3-7903-0452-2.
- Glitzernüsse für den Weihnachtsmann. Arena Verlag, Würzburg 1999, ISBN 3-401-04966-6.
- Detektiv Kralle jagt den Paketdieb. Mit Illustrationen von Irmgard Paule. Arena Verlag Edition Bücherbär, Würzburg 1999, ISBN 3-401-07568-3.
- Was steckt hinter Jupitther? Mit Illustrationen von Frank Picolin. Omnibus, München 2001, ISBN 3-570-21034-0.
- Knifflige Fälle für Pia und Mecki. Mit Illustrationen von Dagmar Geisler. Arena Verlag Edition Bücherbär, Würzburg 1997, ISBN 3-401-07328-1.
- Raubritter Raffioli und die rosarote Rüstung. Mit Illustrationen von Elisabeth Reuter. Lappan, Oldenburg 1995, ISBN 3-89082-147-2.
- Schloss der Schatten. Mit Illustrationen von Kerstin Völker und Jutta Knipping. Gondolino, Bindlach 2006, ISBN 3-8112-2851-X.
- Kühle Köpfe – Heiße Spuren. Mit Illustrationen von Birgit Thoenes. Carlsen, Hamburg 1997, ISBN 3-551-55082-4.
- McFox und der Londoner Nebel. Mit Illustrationen von Frank Picolin. Omnibus, München 2002, ISBN 3-570-21089-8.
- Spuk am Geistersee. Mit Illustrationen von Anke Faust und Jutta Knipping. Gondolino, Bindlach 2006, ISBN 3-8112-2714-9.
- Geheimnis um die alte Villa. Mit Illustrationen von Elisabeth Holzhausen. cbj, München 2006, ISBN 3-570-13049-5.
- Der Erpresser von London. Mit Illustrationen von Margit Pawle. Coppenrath, Münster 2007, ISBN 978-3-8157-4070-5.
- Dunkle Schatten in Amsterdam. Mit Illustrationen von Margit Pawle. Coppenrath, Münster 2007, ISBN 978-3-8157-4071-2.
- In den Katakomben von Paris. Mit Illustrationen von Volker Fredrich. Coppenrath, Münster 2007, ISBN 978-3-8157-7008-5.
- Heiße Spuren in Berlin. Mit Illustrationen von Volker Fredrich. Coppenrath Verlag, Berlin 2008, ISBN 978-3-8157-7971-2.

### Club der Rätseldetektive
- Der geheimnisvolle Dachboden. Mit Illustrationen von Jutta Knipping. Loewe, Bindlach 2000, ISBN 3-7855-3547-3.
- Spuk am See. Mit Illustrationen von Anke Faust. Loewe, Bindlach 2000, ISBN 3-7855-3670-4.
- Tatort Lindenschule. Mit Illustrationen von Gabi Selbach und Falko Honnen. Loewe, Bindlach 2000, ISBN 3-7855-3548-1.
- Der verschwundene Dalmatiner. Mit Illustrationen von Gabi Selbach und Falko Honnen. Loewe, Bindlach 2000, ISBN 3-7855-3671-2.
- Das Rätsel im alten Schloss. Mit Illustrationen von Kerstin Völker. Loewe, Bindlach 2001, ISBN 3-7855-3804-9.
- Doppeltes Spiel. Mit Illustrationen von Jutta Knipping. Loewe, Bindlach 2001, ISBN 3-7855-4037-X.
- Tierdieben auf der Spur. Loewe, Bindlach 2001, ISBN 3-7855-4038-8.
- Lehrer unter Verdacht. Mit Illustrationen von Dorothea Tust. Loewe, Bindlach 2001, ISBN 3-7855-3805-7.
- Geheimnis auf Burg Falkenstein. Mit Illustrationen von Dorothea Tust. Loewe, Bindlach 2002, ISBN 3-7855-3960-6.
- Rote Karte für den Verräter. Mit Illustrationen von Gabi Selbach und Falko Honnen. Loewe, Bindlach 2002, ISBN 3-7855-3959-2.
- Das Phantom. Mit Illustrationen von Silvia Christoph. Loewe, Bindlach 2004, ISBN 3-570-12866-0.

Sammelbände:
- Achtung Auftrag! Loewe, Bindlach 2001, ISBN 3-7855-4039-6.
- Vorsicht, Hochspannung! Mit Illustrationen von Silvia Christoph. Loewe, Bindlach 2002, ISBN 3-7855-4445-6.

### Leselöwen-Wissen
- Pferde-Wissen. Mit Illustrationen von Milada Krautmann. Loewe, Bindlach 2004, ISBN 3-7855-5028-6.
- Dinosaurier-Wissen. Mit Illustrationen von Udo Kruse-Schulz. Loewe, Bindlach 2004, ISBN 3-7855-5214-9.
- Indianer-Wissen. Mit Illustrationen von Udo Kruse-Schulz. Loewe, Bindlach 2005, ISBN 3-7855-5380-3.
- Detektiv-Wissen. Mit Illustrationen von Silvia Christoph. Loewe, Bindlach 2006, ISBN 3-7855-5666-7.
- Bibel-Wissen. Mit Illustrationen von Alexander Jung. Loewe, Bindlach 2006, ISBN 3-7855-5665-9.
- Mineralien-Wissen. Mit Illustrationen von Alexander Jung. Loewe, Bindlach 2008, ISBN 978-3-7855-6032-7.

## Auszeichnungen
- 2010: Paderborner Hase für Heiße Spuren in Berlin.[4]